# مالشوو، رکوواتس
مالشوو (به صربی: Maleševo) یک روستا در صربستان است که در Rekovac واقع شده‌است.
 مالشوو  ۱۴۶ نفر جمعیت دارد.